# شکوفه صورتی
شکوفه صورتی (به انگلیسی: Pink Blossom) چهارمین آلبوم گروه کره ای ای پینک است که در ٣۱ مارچ ٢۰۱۴ منتشر شد. متن آهنگ‌های "Love Story" و "So Long" از این آلبوم توسط پارک چورونگ، لیدر گروه ای پینک نوشته شد. آهنگ "Mr. Chu" به عنوان آهنگ اصلی و برای ترویج آلبوم انتخاب شد و موزیک ویدئو آن هم در همان زمان انتشار یافت. این آهنگ در جدول K-Pop Hot 100 در رتبه دوم قرار گرفت و شش بار برنده ی Music Show های مختلف شد. همچنین این آهنگ هشتمین آهنگ دیجیتالی پرفروش در سال ٢۰۱۴ شد. در ۶ ژوئن همان سال ای پینک موزیک ویدئو دیگری برای آهنگ "Crystal" که از آهنگ‌های دیگر همان آلبوم بود منتشر کرد.
آلبوم شکوفه صورتی همچنین دومین آلبوم پرفروش در هفته اول انتشار شد و به طور کلی در آلبوم‌های پرفروش در جایگاه سوم بین گروه های دختر قرار گرفت.

## لیست آهنگ‌ها
| Digital download | Digital download                                              | Digital download        | Digital download   | Digital download |
| شماره            | نام                                                           | سراینده                 | آهنگساز            | مدت              |
| ---------------- | ------------------------------------------------------------- | ----------------------- | ------------------ | ---------------- |
| ۱.               | «Sunday Monday»                                               | بئومی، نانگی            | نیکل               | ۰۳:۳۴            |
| ۲.               | «Mr. Chu» (On Stage)                                          | دابل سایدکیک، دیوید کیم | دابل سایدکیک، سیون | ۰۳:۲۴            |
| ۳.               | «Crystal»                                                     | ای.وان                  | ای.وان             | ۰۳:۲۴            |
| ۴.               | «Love Story» (사랑동화; Sarangdonghwa; lit. "Fairytale Love") | پارک چورونگ             | کیم جین هوان       | ۰۳:۵۸            |
| ۵.               | «So Long»                                                     | پارک چورونگ             | مستری کی           | ۰۳:۴۱            |
| ۶.               | «Mr. Chu»                                                     | دابل سایدکیک، دیوید کیم | دابل سایدکیک، سیون | ۰۳:۳۴            |
| ۷.               | «Mr. Chu» (Instrumental)                                      |                         | دابل سایدکیک، سیون | ۰۳:۲۴            |